# Карильо де Альборнос, Хиль
Хиль Карильо де Альборнос-и-Эспиноса (исп. Gil Carrillo de Albornoz y Espinosa; 1581, Талавера-де-ла-Рейна, королевство Кастилия и Леон — 19 декабря 1649, Рим, Папская область) — испанский куриальный кардинал. Архиепископ Таранто с 23 сентября 1630 по 30 марта 1637. Губернатор Миланского герцогства с 23 сентября 1633 по 11 июля 1635. Камерленго Священной Коллегии кардиналов с 14 марта 1644 по 8 января 1646. Кардинал-священник с 30 августа 1627, с титулом церкви Санта-Мария-ин-Виа с 12 августа 1630 по 19 декабря 1643. Кардинал-священник с титулом церкви Сан-Пьетро-ин-Монторио с 2 августа 1643 по 19 декабря 1649.